# خط طول 17° غرب
خط طول 17° غرب هو أحد خطوط الطول الجغرافية، والتي تمتد من القطب الشمالي الجغرافي إلى القطب الجنوبي الجغرافي، وحسب التحويل الزمني يتأخر خط طول 17° غرب عن خط غرينتش بـ1 ساعات و8 دقائق.

## من القطب إلى القطب
ينطلق خط طول 17° غرب من القطب الشمالي نحو القطب الجنوبي مرورا بالمناطق التي ترد في الجدول التالي:
| الإحداثيات                         | البلد أو الإقليم أو البحر | ملاحظات |
| ---------------------------------- | ------------------------- | --- |
| 90°0′N 17°0′W / 90.000°N 17.000°W  | المحيط المتجمد الشمالي    | |
| 81°28′N 17°0′W / 81.467°N 17.000°W | جرينلاند                  | |
| 80°10′N 17°0′W / 80.167°N 17.000°W | المحيط الأطلسي            | بحر غرينلاند — مرورا بشرق Shannon Island, جرينلاند (في 75°7′N 17°19′W / 75.117°N 17.317°W)                                                                  |
| 66°12′N 17°0′W / 66.200°N 17.000°W | آيسلندا                   | |
| 63°47′N 17°0′W / 63.783°N 17.000°W | المحيط الأطلسي            | |
| 32°49′N 17°0′W / 32.817°N 17.000°W | البرتغال                  | جزيرة ماديرا |
| 32°39′N 17°0′W / 32.650°N 17.000°W | المحيط الأطلسي            | مرورا بغرب the جزيرة تنريفي, إسبانيا (في 28°20′N 16°55′W / 28.333°N 16.917°W) · مرورا بشرق the جزيرة كومارا, إسبانيا (في 28°6′N 17°5′W / 28.100°N 17.083°W) |
| 21°28′N 17°0′W / 21.467°N 17.000°W | الصحراء الغربية           | رأس نواذيبو peninsula — تملكه المغرب و the الجمهورية العربية الصحراوية الديمقراطية                                                                          |
| 21°7′N 17°0′W / 21.117°N 17.000°W  | موريتانيا                 | رأس نواذيبو peninsula |
| 21°3′N 17°0′W / 21.050°N 17.000°W  | المحيط الأطلسي            | |
| 15°4′N 17°0′W / 15.067°N 17.000°W  | السنغال                   | |
| 14°25′N 17°0′W / 14.417°N 17.000°W | المحيط الأطلسي            | |
| 60°0′S 17°0′W / 60.000°S 17.000°W  | المحيط الجنوبي            | |
| 72°33′S 17°0′W / 72.550°S 17.000°W | القارة القطبية الجنوبية   | أرض الملكة مود، المطالب الإقليمية بالقارة القطبية الجنوبية by النرويج                                                                                       |